# Metro Inc.
Metro Inc. er en canadisk dagligvarekoncern, som driver dagligvareforretninger i Quebec og Ontario. Hovedkvarteret er i Montreal. Deres supermarkeder har navne som Super C, Food Basics, Metro Plus og Marché Richelieu.